# San Lorenzo in trono tra quattro angeli
San Lorenzo in trono tra quattro angeli è una vetrata del duomo di Firenze, disegnata da Lorenzo Ghiberti ed eseguita da Niccolò di Piero, databile al 1412-1415. Si trova nell'occhio laterale destro della facciata, per chi guarda dall'interno.

## Storia
Dopo la primissima vetrata dell'Assunzione della Vergine, databile al 1404-1405, le vetrate laterali della facciata furono commissionate poco meno di dieci anni dopo allo stesso artista per il disegno e allo stesso mastro vetraio per la messa in opera. Nel dicembre 1412 Ghiuberti riceveva infatti un prestito di cinque fiorini per le prime spese "sopra due occhi di vetro" per l'Opera del duomo e negli anni successivi si susseguono altri versamenti fino al saldo il 16 aprile 1415. Nel 1423 erano già necessari degli interventi per consolidare la vetrata, tramite l'applicazione di reti metalliche, e un primo restauro risale al 1432.

## Descrizione
Entro una cornice a sfondo rosso, fatta di rosette tra i viluppi di un nastro, san Lorenzo riconoscibile per la graticola retta a sinistra da un angelo, è rappresentato in trono, nel tipico schema delle Maestà trecentesche, con due coppie simmetriche di angeli ai lati. Il trono ha la forma di un'abside gotica, con una forma semicircolare e sottili bifore che vi si aprono. Il santo, ben proporzionato, senza allungamenti espressivi, guarda direttamente verso lo spettatore con ieratica fermezza e regge nella destra un libro aperto. Spicca la concertazione dei colori, intonati soprattutto ai gialli e al rosso del manto del santo, ravvivato da una decorazione stellata.
L'opera ha uno schema simmetrico a quella sull'altro lato Santo Stefano in trono tra quattro angeli, basata però sui toni del verde.